# Scotopteryx dentilinea
Scotopteryx dentilinea är en fjärilsart som beskrevs av Paul Dognin 1914. Scotopteryx dentilinea ingår i släktet backmätare, och familjen mätare. Inga underarter finns listade.